# Probabilidade empírica
A probabilidade empírica, também conhecida por frequência relativa ou probabilidade experimental, é a relação entre o resultado de uma ocorrência em um evento e o número total de ensaios, não num espaço amostral teórico, no experimento atual. Por outras palavras, é a percentagem de vezes que se espera que um evento aleatório aconteça, se se repetir a experiência um grande número de vezes nas mesmas condições. De modo geral, probabilidade empírica estima as probabilidades das experiências e observações.

## História
A probabilidade teve origem aproximadamente no século XVI e se aplicava inicialmente em jogos de azar, onde os jogadores ricos tinham mais conhecimento sobre as teorias de probabilidade e planeavam estratégias para levar vantagens nos jogos. Ainda hoje essa prática é utilizada, como em lotearias, cassinos de jogo, corridas de cavalos e esportes organizados. Mais do que isso, a probabilidade é utilizada por governos, empresas e organizações profissionais em seus processos diários de deliberação.
A utilização da probabilidade indica que existe um elemento de acaso ou incerto de ocorrer ou não um evento futuro. Na probabilidade não se pode afirmar o que ocorrerá, mas sim o que pode ocorrer.

## Vantagens e desvantagens
A probabilidade proporciona muitas vantagens no dia dia, pois são extremamente úteis para o desenvolvimento de estratégias. Ela obtém, organiza e analisa dados estatísticos com a finalidade de descrever e explicar tais dados e determinar possíveis correlações e nexos-causais.

### Vantagens
Uma vantagem de estimar probabilidades usando a probabilidade empírica é que esse método é relativamente livre para suposições.
Por exemplo, considera a estimação da probabilidade em que a população de homens que satisfaz duas condições:
1. Que eles têm mais de 1,80 metros de altura.
2. Que eles preferem gelatina de morango a de framboesa.

Uma estimativa pode ser encontrada contando o número de homens que satisfazem as duas condições para obter a probabilidade empírica das duas condições. Outra alternativa seria multiplicar a proporção de homens acima de 1,80 com a proporção de homens que preferem gelatina de morango a de framboesa, mas essa estimativa só é válida quando as duas condições são estatísticamente independentes.

### Desvantagens
Uma desvantagem no uso da probabilidade empírica são probabilidades de estimação com valores muito próximos de zero, ou muito próximos de 1. Neste casos amostras de tamanho muito grande terão que estar em ordem para obter cada probabilidade com um bom nível de precisão. Neste caso, os modelos estatísticos podem ajudar, dependendo do contexto, mas em geral um modelo será mais preciso comparado a probabilidades estatísticas.
Por exemplo, considera a probabilidade de estimação a menor das temperaturas máximas diárias em lugar, no mês de Fevereiro em um ano qualquer é abaixo de zero graus Celsius. O registro das temperaturas em anos anteriores podem ser usados para estimar essa probabilidade.

## Exemplo
Existem 4200 estudantes em um curso pré-vestibular. Os dados abaixo mostram, por exemplo, que o curso de Medicina é o mais procurado. Se um estudante qualquer deste curso pré-vestibular é aleatoriamente escolhido, qual a probabilidade de prestar Direito?
| Opção      | Interessados |
| ---------- | ------------ |
| Medicina   | 1764         |
| Direito    | 966          |
| Engenharia | 840          |
| Outros     | 630          |

A probabilidade de escolher ao acaso um estudante que prestará vestibular num curso de Direito é o número de estudantes que prestarão o curso de Direito dividido pelo total dos alunos do curso pré-vestibular.
Logo,
P = número de estudante que prestarão direito / número total de estudantes no curso = 23% 